# Triệu Hợp Đức
Hán Thành Đế Triệu Chiêu nghi (chữ Hán: 汉成帝趙昭儀, ? - 7 TCN), thường được gọi Triệu Hợp Đức (趙合德), là một phi tần rất được sủng ái của Hán Thành Đế Lưu Ngao, vị Hoàng đế thứ 12 của triều đại nhà Hán trong lịch sử Trung Quốc. Bà là em gái của Hiếu Thành hoàng hậu Triệu Phi Yến.
Trong lịch sử nhà Hán, hai chị em họ Triệu hưởng trọn sự sủng ái của Hán Thành Đế, tận cùng sự vinh hoa phú quý. Triệu Hợp Đức dung mạo tuyệt sắc, nhưng lòng dạ ác độc, được ví là "Hồng nhan họa thủy" (红颜祸水). Cái tên "Hợp Đức", xuất phát từ Phi Yến ngoại truyện, một tiểu thuyết đời sau, do đó đây không phải tên thật.

## Xuất thân
Gia cảnh của Triệu thị cùng chị gái Triệu Phi Yến hết sức bần hàn, cha mẹ ruột vốn là những nô lệ phục dịch trong phủ quý tộc tên Triệu Lâm (趙臨), có chỗ lại nói chính Triệu Lâm là cha ruột. Sử sách không ghi tên thật của bà, tiểu thuyết Phi Yến ngoại truyện ghi bổn danh [Hợp Đức; 合德], từ đó về sau người đời đều cho là tên thật. Theo sử ký ghi lại, Triệu thị cùng chị gái khi đến tuổi trưởng thành được tuyển vào phủ của Dương A công chúa (陽阿公主), tại đây họ được học làm ca nữ.
Trong tiểu thuyết "Phi Yến ngoại truyện", câu chuyện về 2 chị em là cả một truyền kỳ. Vợ của Giang Đô trung úy Triệu Mạn (赵曼), là Cô Tô quận chúa (姑苏郡主), cháu gái của Giang Đô vương, tư thông với gia nhân là Phùng Vạn Kim (冯万金), sinh ra 2 cô con gái, chính là chị em Triệu thị, sau đó Cô Tô quận chúa đem hai đứa bé này vứt bỏ, ba ngày sau Cô Tô quận chúa phát hiện cả 2 đều còn sống, tâm không đành lòng, lại đem các con ôm trở về, giao cho Phùng Vạn Kim nuôi dưỡng. Sau đó Vạn Kim qua đời, Phùng gia suy bại mà từ Cô Tô lưu lạc đến Trường An, được gọi là Triệu Chủ Tử. Sau đó, nàng lấy tài nghệ thêu thùa mà lấy lòng Triệu Lâm, quan dịch nô hầu trong phủ Dương A công chúa, vì vậy được Triệu Lâm nhận làm con nuôi.
Trong Triệu Phi Yến biệt truyện (赵飞燕别传), một cuốn sách thời nhà Tống, hai chị em lưu lạc dân gian, từng phải làm giày rơm kiếm sống.

## Nhập cung Hán

### Theo chị vào cung
Hán Thành Đế đam mê tửu sắc, từng sủng ái Hứa Hoàng Hậu và Ban tiệp dư nhưng cả hai không sinh được con, ông chán ngán hậu cung nên đến phủ Dương A công chúa uống rượu xem hát. Tại đó, ông gặp chị gái Triệu thị là Triệu Phi Yến, say mê nhan sắc tuyệt trần của bà nên mang về cung ngày đêm sủng hạnh.
Sau đó, Triệu Phi Yến tiến cử em gái Triệu thị cho Hán Thành Đế để cùng tranh sủng. Triệu thị nhập cung, Thành Đế càng không ngó ngàng đến các phi tần khác mà chỉ ngày đêm đắm chìm vào hưởng lạc cùng chị em Triệu thị. Hoàng đế phong cả hai cùng là Tiệp dư.
Năm Hồng Gia thứ 3 (18 TCN), chị gái của Hứa hoàng hậu là Bình An Cương hầu phu nhân Hứa Yết gièm pha cung nhân trong hậu cung có thai, lời nói trù yếm, lại liên hệ đến Đại tướng quân Vương Phượng là thân thích của Thái hậu Vương Chính Quân. Nhân đó chị em họ Triệu cùng thưa lên Vương thái hậu. Thái hậu cho người điều tra, Hứa hoàng hậu bị chị gái liên lụy và bị phế truất. Thành Đế muốn phong Triệu Phi Yến làm Hậu nhưng Thái hậu phản đối vì bà xuất thân là ca nữ thấp hèn. Cháu trai bên ngoại của Thái hậu là Thuần Vu Trường (淳于長) muốn lấy công với Hán Thành Đế, bèn hiến kế giúp Triệu Phi Yến đủ tư cách làm Hoàng hậu, bằng việc truy phong gia đình. 
Năm Vĩnh Trị nguyên niên (16 TCN), tháng 4, Hán Thành Đế ra lệnh truy phong cha của hai chị em làm Thành Dương hầu (成暘侯), từ đó không còn ai phàn nàn về xuất thân của Triệu thị. Tháng 6 năm đó, Hán Thành Đế ra chỉ phong Triệu Phi Yến làm Hoàng hậu.

### Chuyên sủng hậu cung
Triệu Phi Yến trở thành Hoàng hậu, nhưng sau đó người được Hán Thành Đế sủng ái nhất là Triệu Tiệp dư, thăng làm Chiêu nghi. Nơi ở của bà là Chiêu Dương cung (昭暘宮), được xây dựng hết sức tráng lệ cực kì xa hoa, trong đình lấy sắc màu đỏ son, sơn mới hoàn toàn, ngưỡng cửa thì lấy đồng thau trang sức, lại cũng tô hoàng kim lên, cầu thang lên điện thì lấy bạch ngọc mà làm, đồng thời khảm nhập Lam Điền tường ngọc, minh châu, thúy vũ, sự xa xỉ này là bậc nhất khi đó trong các cung. Sử sách thời Hán không tiếc lời chỉ trích vì sự xa hoa tột độ này của Hán Thành Đế.  
Tuy vinh sủng tột độ, song cả hai chị em không có tin vui. Truyền thuyết nói rằng để mang thai, Triệu hoàng hậu thông dâm với nhiều nam nhân, chuyện kinh thiên độc địa đến tai Hán Thành Đế, song Triệu Chiêu nghi hết lòng bênh vực và che giấu, cuối cùng Thành Đế nhắm mắt làm ngơ. 
Theo Liệt nữ truyện, Triệu Chiêu nghi tính cách đố kỵ với hậu cung vì không thể sinh con. Khi đó, Hứa Mỹ nhân được Hán Thành Đế sủng ái, sinh ra Hoàng tử. Triệu Chiêu nghi nói với Thành Đế rằng:「"Bệ hạ hay cùng thiếp đến Trung cung, thế vị Hứa Mỹ nhân kia là từ đâu tới?!". Sau đó, Triệu thị bèn bỏ ăn bỏ uống, tự đâm đầu vào cột cung điện, hay lại lăn từ giường xuống sàn, khóc lóc thảm thiết khiến Thành Đế sốt sắng cả lên. Triệu thị nói:「"Bệ hạ sau này muốn an trí thần thiếp thế nào, thì tùy Bệ hạ, Thần thiếp không dám trái"」, Thành Đế khổ sở nói:「"Ta cố ý nói việc này cho nàng nghe, nàng còn lại giận dữ vì điều chi nữa chứ?"」, sau đó Thành Đế cũng không thiết ăn uống gì. Thấy thế, Triệu thị bèn nói:「"Bệ hạ còn có mặt mũi nào tuyệt thực?! Xưa kia bệ hạ thề độc với thiếp rằng 'Hứa không phụ nàng', bây giờ vị Mỹ nhân kia có Hoàng tự, ngài thất hứa với thiếp, đáng gọi là gì đây?!"」, sau đó khóc lóc thảm thiết. Hán Thành Đế không muốn thấy sủng phi của mình đau lòng, bèn nói:「"Ta hứa với Triệu thị, không lập với Hứa thị! Trên đời này không ai có thể vượt qua nàng trong lòng ta! Nàng yên tâm!"」. Sau đó, Hán Thành Đế sai người giao cho Hứa Mỹ nhân một phong thư xanh, bảo giao Hoàng tử cho mình. Hứa Mỹ nhân bèn theo thư mà giao đứa trẻ ra, liền bị Hán Thành Đế sai người bóp chết cho tắt thở, Triệu Chiêu nghi cũng nhìn xem cùng. Sau khi đứa trẻ chết rồi, Thành Đế cho người mai táng ở dưới Ngục viên. Khoảng thời gian nữa, lại có Trung cung sử là Tào Cung, tự Vĩ Năng, được Hán Thành Đế lâm hạnh cũng sinh Hoàng tử. Hán Thành Đế cũng lại đem nói với Triệu Chiêu nghi, biết được là con trai thì cũng đem giết. Dịch đình Ngục thừa tên Tịch Vũ khuyên can, Thành Đế không nghe. Nhưng Tào Cung chưa chết, Chiêu nghi cũng giận, thế là Thành Đế bèn sai người đưa thuốc độc kèm phong thư đến, bảo Tào Cung tự sát. Tào Cung khóc mắng:「"Dung túng hai chị em bọn họ, cuối cùng kết cục thế này đây! Con ta chào đời chỉ vừa mới mọc tóc, bây giờ đang ở đâu rồi?! Hay đã bị hai chị em họ giết chết rồi?!"」, sau đó bèn uống thuốc độc tự sát.
Từ đó trong hậu cung, bất kỳ ai sinh con đều bị hại, hoặc sinh non, hoại thai, hoặc đứa bé sinh ra đều bị đem giết đi, do đó khiến Thành Đế tuyệt tự. Liệt nữ truyện nhận xét việc làm này của Triệu thị như sau:「Triệu Chiêu nghi chi hung bế, dữ Bao Tự đồng hành. Thành Đế chi hoặc loạn, dữ Chu U vương đồng phong」.

### Tự sát
Năm Tuy Hòa thứ 2 (7 TCN), Hán Thành Đế đột ngột băng thệ. Thái tử Lưu Hân kế vị, tức Hán Ai Đế. Hoàng thái hậu Vương Chính Quân trở thành Thái hoàng thái hậu, còn chị gái của Triệu Chiêu Nghi là Hoàng hậu Triệu Phi Yến được tôn làm Hoàng thái hậu.
Đối với cái chết của Hán Thành Đế, Thái hoàng thái hậu nghi ngờ có vấn đề. Khi ấy Hán Thành Đế vốn khỏe mạnh, không có bệnh tật, nhưng sau khi tiếp đãi công khanh, lui về tẩm điện thì bạo băng. Việc truyền ra, dân gian đều quy tội cho Triệu Chiêu nghi, vì theo như lời đồn Hán Thành Đế đêm đó sủng hạnh Triệu thị rồi mới băng hà. Thái hoàng thái hậu bèn ra chiếu:「"Hoàng đế bạo băng, quần chúng lấy làm quái lạ. Nay lệnh Dịch đình lệnh, phối hợp Tả hữu hậu đình, định tra Hoàng đế bệnh trạng để rõ chân tướng!"」. Triệu Chiêu nghi sau đó bèn tự sát. Theo Phi Yến ngoại truyện, khi Vương Thái hậu sai quan viên đến xử lý Chiêu nghi, Triệu Chiêu nghi nói:「"Ta nắm Hoàng đế như đứa trẻ con, sủng khuynh thiên hạ, há có thể để bọn Dịch đình lệnh các ngươi động tay vào?"」, sau đó bèn tự sát.
Về sau, Tư lệ Giả Quang (解光) tấu sự lên về việc của Hứa Mỹ nhân cùng Trung cung sử Tào Cung, sau đó có cả Cố Dịch đình lệnh Ngô Khâu Tuân (吾丘遵) tố cáo việc ác của Triệu Chiêu nghi, do đó Ai Đế bèn truất đi tước Hầu của nhà họ Triệu đã phong, nhưng vẫn không biếm ngôi vị của Triệu Thái hậu do bà đã có công giúp Ai Đế được lập. Hán Ai Đế đối với Triệu Chiêu nghi bình luận "Khuynh loạn thánh triều, thân diệt kế tự" (Nguyên văn: 傾亂聖朝，親滅繼嗣). Vì việc sát hại các hoàng tự dẫn đến Hán Thành Đế phải tuyệt tự, Triệu Chiêu nghi được hậu nhân biết đến với điển cố 「Yến trác hoàng tôn; 燕啄皇孙」.

## Trong văn hóa đại chúng
| Phim truyền hình      | Diễn viên       |
| 《Hán cung Phi Yến》  | Viên Lập        |
| 《Mẫu nghi thiên hạ》 | Quách Trân Nghê |